# Piazza Fabrizio De André
Piazza Fabrizio de André, meglio conosciuta come Piazza Faber, è una piazza situata nel centro storico di Tempio Pausania, in provincia di Sassari, caratterizzata da un’installazione ideata dall'architetto Renzo Piano in collaborazione con lo studio "Alvisi Kirimoto + Partners". . La coesistenza di elementi moderni tra palazzi settecenteschi la differenziano dalle altre piazze cittadine.
Ospita inoltre l’ufficio turistico. 

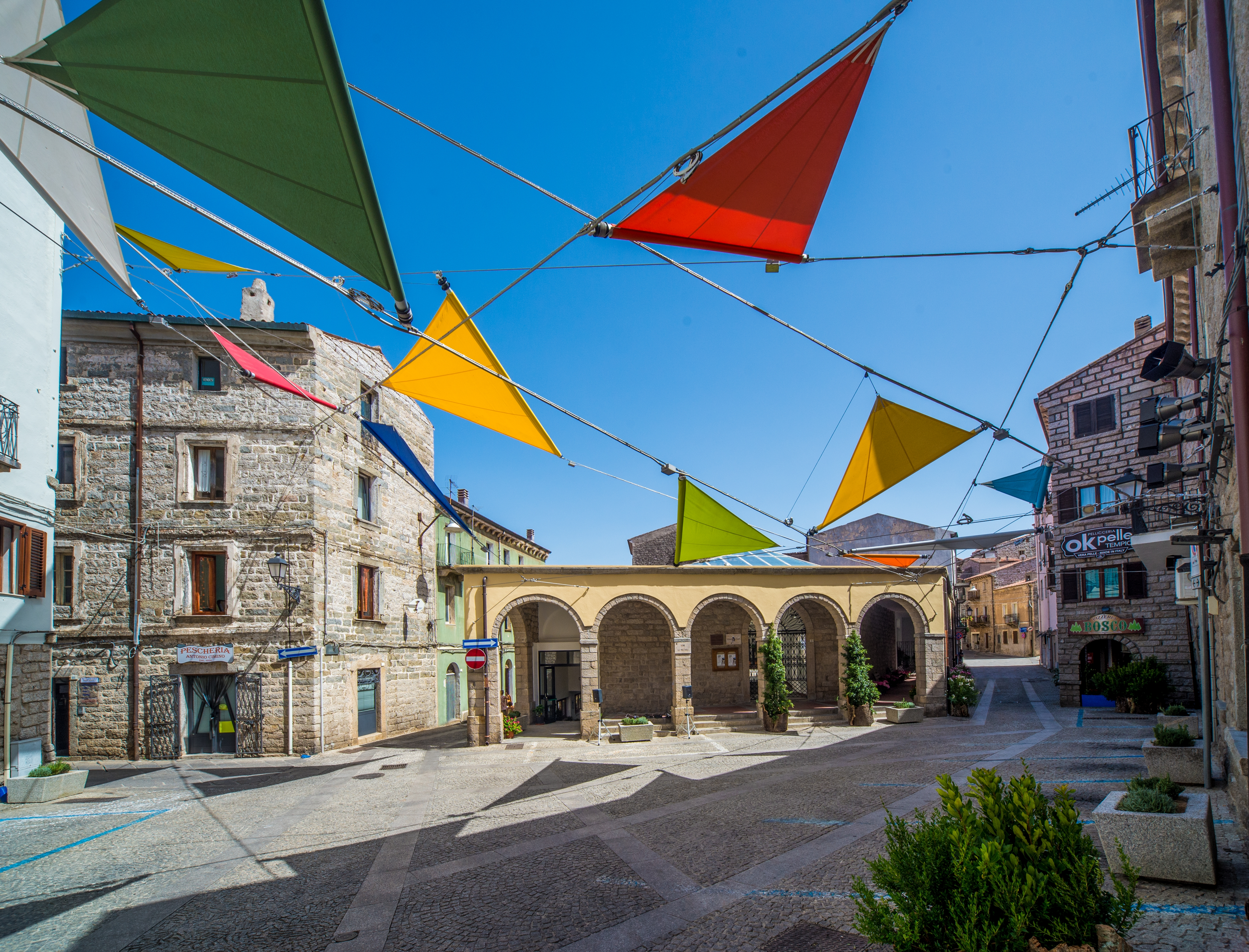
Piazza Fabrizio De Andrè, col colonnato esterno dello Spazio Faber a fare da sfondo alle Vele ideate da Renzo Piano

## Storia
In Piazza Fabrizio De Andrè, oltre alle Vele, si trova lo Spazio Faber, sede dell'ufficio turistico e ultima evoluzione di uno degli edifici storici della città.
Il palazzo dello Spazio Faber è formato da un porticato esterno e da un ampio spazio interno, chiuso da un soffitto a struttura vetrata, circondato da due gallerie colonnate laterali, frontali all'ingresso. Fu costruito nel 1663 per volontà del Viceré Conte di Altamira e fu a lungo il carcere della città.
Dopo la costruzione a metà ottocento delle più capienti carceri "La Rotonda", distanti appena 500 metri, il palazzo cambiò la sua destinazione d'uso, e a partire dai primi anni del XX secolo divenne sede del mercato cittadino. Negli anni ’80 venne realizzata la copertura vetrata attuale, che chiuse quello che un tempo era uno spazio a cielo aperto.
L'idea dell’attuale aspetto di questa piazza, attorniata da palazzi settecenteschi, nacque nel 2005 e venne caldamente sposata dall'architetto Renzo Piano, amico del cantautore genovese Fabrizio De André.  La volontà era infatti quella di omaggiare l'artista, legatissimo alla città vicino alla quale aveva vissuto per oltre vent’anni.
Il progetto è stato realizzato undici anni dopo e inaugurato il 21 luglio 2016, contestualmente al cambio di denominazione della piazza, fino ad allora chiamata Piazza Mercato.
Il progetto consiste in un’installazione di 12 vele motorizzate in tela colorata, sostenute da un reticolo di cavi d'acciaio assicurati alle pareti dei palazzi in pietra che circondano la piazza. Durante il giorno le vele rimangono aperte, richiamando le vele delle barche ed il mare della città di Genova, città natale di De Andrè, mentre durante la notte le vele si chiudono, arrotolandosi e assumendo una forma che richiama quella dei pastelli colorati con i quali il cantautore amava disegnare e dai quali prese il suo soprannome Faber. 
Contestualmente, all’interno dell’ex palazzo del mercato è stato realizzato un dipinto dedicato a De Andrè occupante una delle pareti dell'ex palazzo del mercato, ad opera dell’artista locale Simone Sanna. 
Il palazzo ha assunto quindi la denominazione attuale di Spazio Faber. Oltre ad essere sede dell'ufficio turistico, lo Spazio è anche un centro espositivo: al suo interno si trova una mostra permanente su De Andrè e viene usato per ospitare varie iniziative, comunali e private, quali conferenze, mostre temporanee e concerti.